# Казачок, Евгений
Евге́ний Казачо́к (латыш. Jevgeņijs Kazačoks; род. 12 августа 1995, Лиепая) — латвийский футболист, полузащитник. Играл за сборную Латвии

## Карьера

### Клубная
Является воспитанником лиепайского «Металлурга», где тренером в его возрастной группы был Александр Страдыньш. В 2011 году Евгений Казачок, в составе другой лиепайской команды — «Варавиксне», дебютировал в Первой лиги Латвии. В 2012 году он играл уже за фарм-клуб «Металлург-2».
В начале 2013 года перешёл в ряды юрмальского «Спартака». 31 марта 2013 года дебютировал в Высшей лиге Латвии, выйдя на замену на 75-й минуте в матче первого тура против ДЮСШ Илуксте (2:2), а на 91-й минуте он ещё успел отличился голом. Всего за юрмальский клуб провёл пять сезонов, сыграв более 100 матчей. Чемпион Латвии 2016 и 2017 годов. В 2016 году стал третьим бомбардиром чемпионата страны (10 голов).
В начале 2018 года был на просмотре в белорусском «Торпедо-БелАЗ», но в итоге вернулся на родину и присоединился к «РФС», а следующий сезон провёл в «Вентспилс», с обоими клубами становился бронзовым призёром чемпионата. В 2020 году играл за «Елгаву».
В начале 2021 года вместе с ещё одним игроком из Латвии, Каспаром Сварупом, перешёл в состав дебютанта высшего дивизиона Сербии — «Бачка» из Бачка-Паланки. За полсезона вышел на поле 7 раз, а команда заняла последнее место. Летом 2021 года перешёл в клуб третьего дивизиона Швеции «Оскарсхамнс АИК».
6 декабря 2013 года Евгений Казачок был признан лучшим молодым футболистом 2013 года в Латвии до 19 лет и был удостоен «приза Илмара Лиепиньша».

### В сборной
Выступал за сборные Латвии младших возрастов.
В национальной сборной Латвии дебютировал 9 июня 2017 года в отборочном матче чемпионата мира против Португалии. Последние на данный момент игры провёл в марте 2018 года. Всего за сборную сыграл 9 матчей.

## Достижения

### Командные
- Чемпион Латвии: 2016, 2017
- Бронзовый призёр чемпионата Латвии: 2018, 2019
- Финалист Кубка Латвии: 2015/16
- Победитель Первой лиги Латвии: 2012.

### Личные
- «Приз Илмара Лиепиньша»: 2013[5].